# Alfred Hugenberg

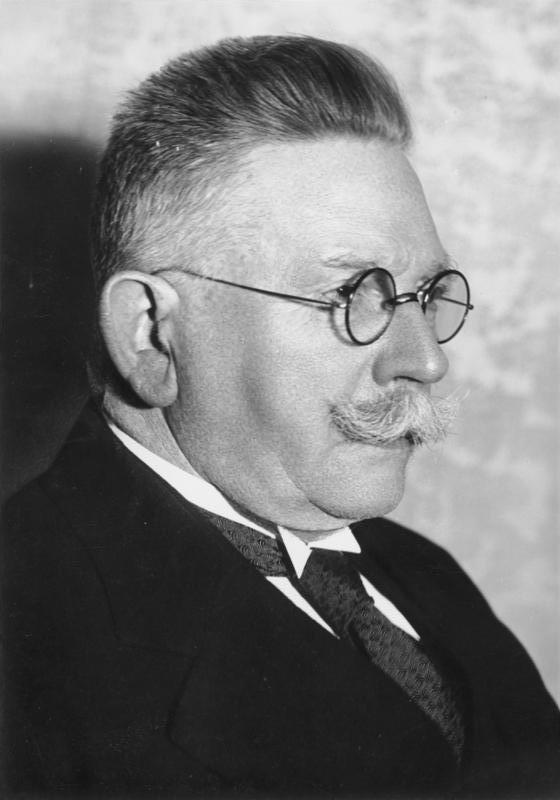
Alfred Hugenberg (1933)

Alfred Ernst Christian Alexander Hugenberg (* 19. Juni 1865 in Hannover; † 12. März 1951 in Kükenbruch) war ein deutscher Montan-, Rüstungs- und Medienunternehmer, Politiker (DNVP) und während der ersten Monate nach Hitlers Machtergreifung 1933 Reichsminister für Wirtschaft, Landwirtschaft und Ernährung in dessen erstem Kabinett. Er gehörte zu den Gründungsmitgliedern des völkischen und antisemitischen Alldeutschen Verbandes, der zeitweise einer der größten und bekanntesten Agitationsverbände war. Mit seinem Hugenberg-Konzern, einem Medienkonzern, der die Hälfte der deutschen Presse kontrollierte, trug er mit nationalistischer und antidemokratischer Propaganda maßgeblich zur Zerstörung der Weimarer Republik bei.

## Leben

### Herkunft und Jugend
Alfred Hugenberg wurde als Sohn des Königlich Hannoverschen Schatzrats und späteren Mitglieds des preußischen Landtages Carl Hugenberg (1836–1882) und dessen Ehefrau Erneste, geb. Adickes (1841–1917), in Hannover geboren. 1900 heiratete er Gertrud Adickes (1878–1960, seine Cousine 2. Grades), die Tochter des damaligen Frankfurter Oberbürgermeisters Franz Adickes. Alfred und Gertrud Hugenberg hatten einen Sohn und drei Töchter.

### Studium und Promotion
Hugenberg studierte Jura in Göttingen, Heidelberg und Berlin und schloss ein volkswirtschaftliches Studium 1888 in Straßburg mit einer Dissertation über das Thema Innere Colonisation im Nordwesten Deutschlands bei Georg Friedrich Knapp ab. In diesem Werk entfaltete er in rassistischem Duktus zwei Themen, die für seine Karriere lebenslang bestimmend bleiben sollten: Zum einen wollte er durch Förderung bäuerlicher Siedlung ein politisches Gegengewicht zu den deutschen Industriegebieten darstellen, wo sozialdemokratische Industriearbeiter die Bevölkerungsmehrheit bildeten. Dadurch würde zudem die Auswanderung von Deutschen nach Russland und in die USA vermindert werden, „in deren Schlund wir Jahr für Jahr die neuen Schösslinge unserer Volkskraft hineinstoßen“. Davon befürchtete er eine Schwächung der deutschen „Rasse“. Hugenberg dachte dabei nicht nur an Moorkolonisation in Nordwestdeutschland, das eigentliche Thema seiner Dissertation, sondern auch an Ostdeutschland, wo er den überschuldeten Großgrundbesitz enteignen lassen wollte. Zum anderen forderte Hugenberg auch eine Expansion nach Übersee: 

„Unsere wirtschaftliche Selbständigkeit können wir uns nur durch die Sicherung und kapitalistische Erschliessung politisch von uns abhängiger industrieller Absatzgebiete, tropischer Kolonien bewahren.“

Hugenberg wollte also die Selbstständigkeit Deutschlands dadurch erreichen, dass den Menschen anderer Weltteile ihre Selbstständigkeit vorenthalten würde.

### Karriere im Kaiserreich
Nach seinem Assessorexamen trat Hugenberg eine Stelle als stellvertretender Landrat in Wesel an. Im Jahr darauf erhielt er in Posen eine leitende Funktion in der Ansiedlungskommission. Diese sollte durch Ansiedlung deutscher Familien im Sinne seiner Dissertation die Germanisierung der Provinz Posen fördern. 1899/1900 war er kurzzeitig in der Provinzialverwaltung von Hessen-Nassau in Kassel tätig, doch kehrte er bald nach Posen zurück, wo er Direktor des Verbandes ländlicher Genossenschaften innerhalb der Raiffeisengenossenschaften wurde.
Zum 1. Januar 1908 schied Hugenberg aus dem Staatsdienst aus und trat in den Vorstand der Frankfurter Berg- und Metallbank von Richard Merton. Ab 1. Oktober 1909 leitete er bis 1918 als Vorsitzender des Direktoriums das Finanzwesen der Friedrich Krupp AG. 1915 war er Gründungsmitglied des Verbandes Freie Ukraine. Von 1912 bis 1925 war er Vorsitzender des Bergbauvereins und des Zechenverbandes sowie seit 1919 Mitglied im Präsidium des Reichsverbandes der Deutschen Industrie und Mitglied des Vorstands und Ausschusses Deutscher Arbeitgeberverbände. 1916 übernahm Hugenberg den bedeutenden Scherl-Verlag, der eine deutsch-nationale Ausrichtung hatte. 1913 bis 1919 war er Präsident der Handelskammer für Essen, Mülheim an der Ruhr, Oberhausen zu Essen.
Nach Ausbruch des Ersten Weltkriegs formulierte Hugenberg gemeinsam mit dem Alldeutschen Heinrich Claß, den Industriellen Hugo Stinnes und Emil Kirdorf sowie Vertretern des Bundes der Industriellen und des Bundes der Landwirte im November 1914 sehr weitgehende Kriegsziele: Eroberte Gebiete im Osten sollten nach dem Sieg zum Ausgleich der sozialen Frage von deutschen Soldaten und Arbeitern besiedelt werden. Nach dem Krieg würden die Arbeiter nämlich „gesteigerte Ansprüche an die Gesetzgebung und die Arbeitgeber“ richten: Daher sei es gut, „die Aufmerksamkeit des Volkes und der Phantasie Spielraum zu geben in bezug auf die Erweiterung der deutschen Gebiete“. Im Frühjahr 1915 legte er mit einer Petition von insgesamt sechs Verbänden nach: Kaiser Wilhelm II. wurde aufgefordert, dem Ruf nach Frieden, der von verschiedener Seite erhoben worden war, nicht zu folgen, sondern den Krieg fortzusetzen, damit Deutschland stärker und wirtschaftlich abgesicherter aus ihm hervorgehen könne. Gefordert wurde unter anderem ein Kolonialreich, das den mannigfachen ökonomischen Bedürfnissen des Deutschen Reiches dienen solle und Reparationen. Belgien solle kaiserlicher Gesetzgebung unterworfen werden und militärisch, zolltechnisch, postalisch und währungspolitisch dem Reich zugeschlagen werden. Teile Frankreichs, Polens und des Baltikums wären zu annektieren und nach einer ethnischen Flurbereinigung rücksichtslos zu germanisieren.
Um der von ihm als negativ bewerteten Friedensresolution etwas entgegenzusetzen, die die demokratischen Parteien im Reichstag am 19. Juli 1917 mit ihrer Mehrheit angenommen hatten, finanzierte Hugenberg die Gründung der annexionistischen Zeitschrift Deutschlands Erneuerung. Herausgeber war der antisemitische Publizist Houston Stewart Chamberlain. Aus dem gleichen Grund war Hugenberg neben Alfred von Tirpitz und Wolfgang Kapp einer der Mitbegründer der Deutschen Vaterlandspartei, einer extrem nationalistischen Sammlungsbewegung, die noch weitergehende Kriegsziele forderte, darunter Eroberungen süd- und westfranzösischer Gebiete, deren Bewohner deportiert werden sollten, und die Eliminierung des Judentums. Diese antisemitische Forderung machte Hugenberg sich nicht zu eigen, er sprach sich aber auch nicht dagegen aus. Obwohl er persönlich mit Juden befreundet war und auch in seinem Konzern beschäftigte, setzte Hugenberg in seinen Presseorganen antisemitische Vorurteile funktional gegen politische Gegner ein. Er hinderte auch nicht Heinrich Claß daran, dem Alldeutschen Verband eine antisemitische Ausrichtung zu geben.

### Medienunternehmer im Kaiserreich und der Weimarer Republik
In seinen Zeitungen propagierte er die Ideen von der Volksgemeinschaft, von Herrenmensch und Untermensch und vom Volk ohne Raum.
Bereits 1912 führte Hugenberg eine verdeckte Pressekontrollbehörde, in der er versuchte, Einfluss auf die Meinungsbildung zu gewinnen. 1913 kaufte er von dem Legationsrat von Schwerin vier kleinere Nachrichtenbüros, die er zur Telegraphen Union GmbH (TU) zusammenschloss. Das langfristige Ziel lag im Angriff auf das Monopol des Wolffschen Telegraphen-Bureaus (WTB). August Scherl setzte 1913 Reichskanzler Bethmann-Hollweg davon in Kenntnis, dass er sich von Stammanteilen seines Konzerns im Wert von 8 Millionen Mark trennen werde. Er ließ verlauten, dass Rudolf Mosse ihm für diese 11,5 Millionen Mark biete; er würde die Anteile jedoch „Freunden der Regierung“ für 10 Millionen überlassen. Das Unternehmen, neben Ullstein und Mosse einer der drei großen Berliner Mediengiganten, wurde schließlich von Baron Simon Alfred von Oppenheim und dem Kölner Finanzier Louis Hagen mit einer Finanzierung von 8 Millionen Mark aufgefangen. Am 5. Februar 1914 legte Scherl die Geschäftsführung nieder.
Die neue Holding Deutscher Verlagsverbund machte jedoch bald Schulden in Millionenhöhe. Die Käufer wendeten sich an die Reichsregierung. Diese wiederum wurde mit Hugenberg handelseinig, der dem Deutschen Verlagsverein die Tilgung der Schulden zusicherte, unter der Voraussetzung, dass ihm die Anteilsmehrheit am Scherl-Unternehmen übertragen würde. Am 25. März 1916 übernahm Hugenberg den Vorsitz in Scherls ehemaligem Unternehmen. Zu den Unterstützern der Übernahme gehörte das preußische Innenministerium, das Hugenberg im August 1914 sowie im Jahre 1916 je 2,5 Millionen Mark zur Verfügung gestellt hatte.
1914 gründete Hugenberg schließlich noch die Auslands GmbH, mit Sitz in Essen. Zweck der Gesellschaft unter Beteiligung der Schwerindustrie war die Förderung der Beziehungen der rheinischen Industrie zu ausländischen Kulturgebieten durch Verbesserung des Nachrichtenwesens. Mit Gründung vom 30. April 1914 komplettierte die Auslands Anzeigen GmbH mit Sitz in Berlin das Unternehmen. Sie sollte Anzeigen deutscher Industrieller im Ausland lancieren, konnte sich nach Kriegsbeginn aber kaum entfalten.
Mit der Gründung der „Ala“, der „Allgemeinen Anzeigen GmbH“ am 9. März 1916 begann der Ausbau des Medienkonzerns zum vollendeten Konkurrenten der Unternehmungen Ullsteins und Mosses – der Angriff zielte auf die Vorherrschaft Mosses bei der Vermittlung von Zeitungs- und Zeitschriftenwerbung. Um das Netz an Zweigniederlassungen aufzubauen, das die Annoncenexpedition benötigte, erwarb Hugenberg 1917 die Anteilsmehrheiten der Firmen „Haasenstein und Vogler“ und „Daube und Co.“ Die „Ala, Vereinigte Anzeigengesellschaft Haasenstein und Vogler, Daube und Co.“ wurde zur größten Anzeigen-Expedition in Deutschland. In das Jahr 1917 fiel zudem die Gründung der „VERA“, der Verlagsanstalt GmbH mit Sitz in Berlin. Sie fungierte als Fachberatungsstelle für Großindustrielle, die Eigentümer von Zeitungen wurden. Der Kampf um die Provinzpresse begann mit den nun folgenden Übernahmen des sich ausbreitenden Konsortiums.
In den folgenden Jahren baute Hugenberg aus dem Scherl-Verlag und der Telegraphen-Union ein Medienkonglomerat aus Verlagen, Nachrichtendiensten, Werbeagenturen, Korrespondenzdiensten, Filmgesellschaften und zahlreichen Zeitungsbeteiligungen auf. Die Flaggschiffe aus Scherls Zeitungsimperium gaben dem Hugenberg-Konzern eine monarchistische und während der Weimarer Republik rechtsnationale bis schließlich offen nationalsozialistische Ausrichtung.
Am 23. Oktober 1922 gründete Hugenberg die Mutuum Darlehen Aktiengesellschaft, eine Zeitungsbank, die an Zeitungen Kredite vergab, sich an Zeitungen beteiligte und die darüber hinaus Zeitungen mit der VERA verband. Aktionäre konnten sich über das Instrument der Zeitungsbank Einfluss auf Organe sichern. Das Unternehmen gewann im selben Jahr seine praktische Seite mit der Gründung der WiPro, der „Wirtschaftsstelle der Provinzpresse“. Diese erlaubte es der Telegraphen-Union Hugenbergs, das Monopol aufzubrechen, das auf dem deutschen Nachrichtenmarkt bis dahin bei Wolffs Telegraphischem Bureau (W.T.B.) lag. So ließ sich der Verkauf der Nachrichten mit der „WiPro“ optimieren, die fertige Matern an Zeitungskleinverlage verkaufte. Das Unternehmen wurde 1923 in der Inflation durch einen gleichartigen Zuerwerb erweitert. Es bot Leitartikel, Nachrichten, Romane und Sportberichte an, druckfertig in Pappstreifen gepresst, die in den Provinzdruckereien nur noch mit Hilfe der gewöhnlichen Metallgießmaschinen zu den fertigen Druckplatten verarbeitet werden mussten. Die meisten Provinzblätter, die sich auf diesem Weg Redakteure sparten, bezogen wenig später ihre Kolumnen aus Hugenbergs Werkstätten.
Der Kundenstamm wuchs in den zwanziger Jahren auf 1600 deutsche Zeitungen von deutschnationalen Blättern bis liberal-konservativen. Hugenbergs Konzern beschäftigte im Verlauf einen Stab von 2000 Mitarbeitern, darunter über 500 Festangestellte und 90 Redakteure mit der Aufgabe, Nachrichten auszuwählen, zu formulieren und zu kommentieren.

### Politiker in der Weimarer Republik

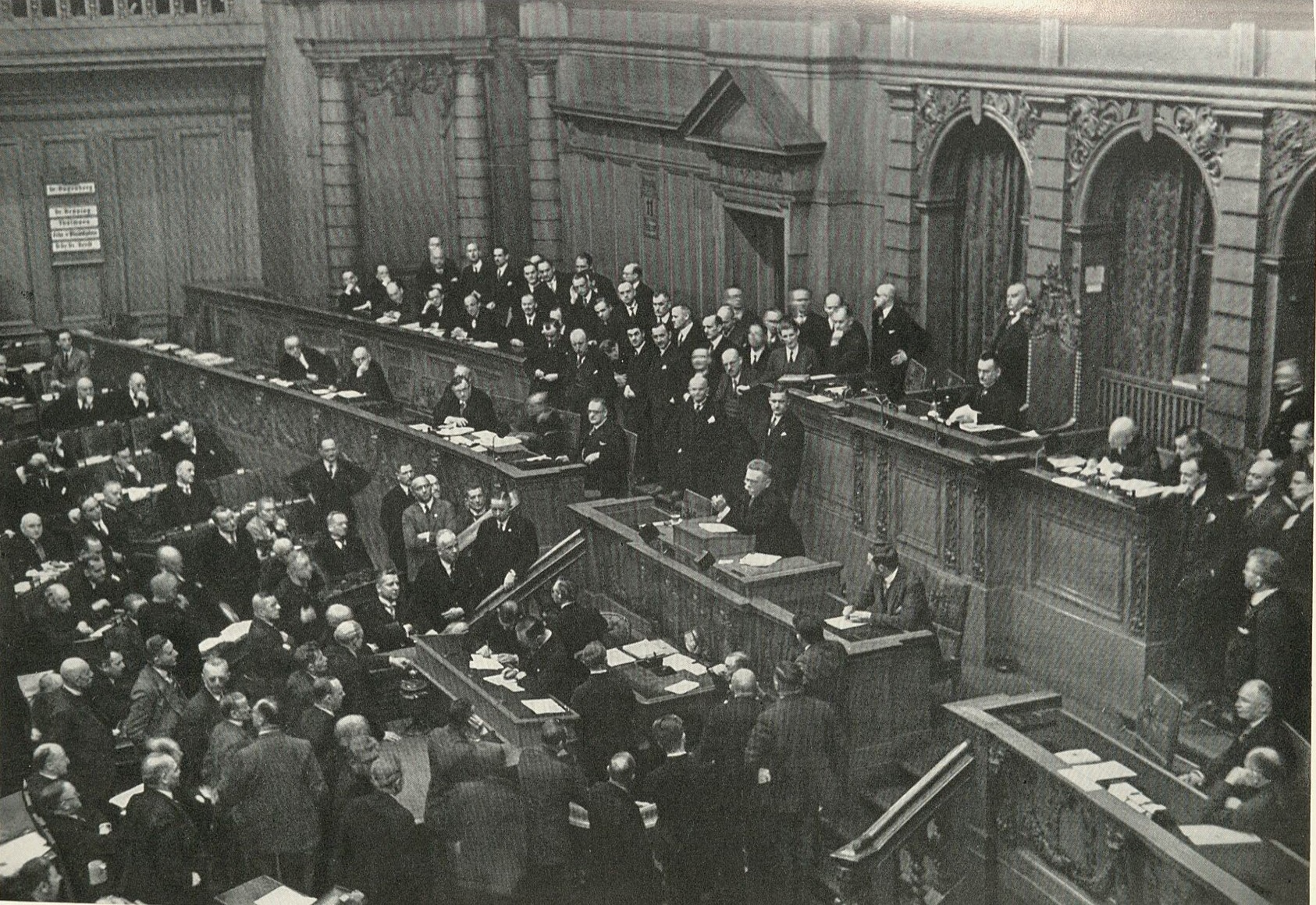
Erich Salomon: Hugenberg spricht erstmals im Reichstag

Nach der Novemberrevolution von 1918 war er Mitbegründer und einflussreiches Mitglied der nationalistischen DNVP, deren Ziele – die Beseitigung der Weimarer Republik und Wiedereinführung der Monarchie – sein Hugenberg-Konzern unterstützte. Der Hugenberg-Konzern war ein Medienunternehmen aus Verlagen, Pressediensten und -agenturen (Telegraphen-Union, Transocean), Werbeagenturen, Korrespondenzdiensten, Filmgesellschaften (wie z. B. UFA mit Wochenschauen) und Zeitungsbeteiligungen, welches er 1933 an die NSDAP verkaufte. Das Geld für sein Medienimperium erhielt er von der Wirtschaftsvereinigung zur Förderung der geistigen Wiederaufbaukräfte.
Am 1. Januar 1919 trat Hugenberg aus dem Krupp-Konzern aus. Bei der Wahl zur Deutschen Nationalversammlung am 19. Januar 1919 wurde er in die Nationalversammlung gewählt, bei der eine Woche später stattfindenden Wahl zur Verfassunggebenden Preußischen Landesversammlung trat er ebenfalls an, wurde jedoch nicht gewählt. Bei der Reichstagswahl vom 6. Juni 1920 wurde er in den Reichstag gewählt, dem er bis 1945 angehören sollte. Im Bewusstsein seines Mangels an Redegabe und Charisma hielt er sich dort aber weitgehend zurück. Bis 1929 hielt er im Reichstag keine einzige Rede.
Durch Vereinigung der finanziell kränkelnden DNVP-amtlichen Korrespondenz mit seinem eigenen Nachrichtendienst konnte Hugenberg seine innerparteiliche Position stärken und nach der Niederlage bei der Reichstagswahl im Mai 1928 Kuno Graf Westarp zum freiwilligen Verzicht auf den Parteivorsitz veranlassen.
Am 20. Oktober 1928 wurde Hugenberg zum Vorsitzenden der DNVP gewählt. Unter der Parole „Block oder Brei“ forderte er eine Abkehr von der Demokratie sowohl innerhalb der Partei als auch in ihrer politischen Ausrichtung. In seiner Antrittsrede als Parteivorsitzender sagte er unverblümt dem Parlamentarismus den Kampf an:

„Es ist mit der Partei wie mit dem Volke, das in demokratischen Formen und Floskeln erstickt. Es wird einmal der Tag kommen, wo dieses Volk sich aufrafft, um all diesen Plunder von sich zu schütteln. Aber vorher müssen wir als Partei all den Plunder von uns schütteln, der durch das heutige System auch über uns geworfen wird. Wir müssen uns frei machen von diesem System der Ausschüsse, der Kommissionen, der Verzehrung aller Kräfte in Rede und Gegenrede.“

### Rolle beim Aufstieg der NSDAP
Hugenberg führte die DNVP, die sich von 1925 bis 1928 an demokratisch geführten Regierungen beteiligt hatte, in eine Fundamentalopposition und suchte dabei wiederholt die Zusammenarbeit mit den Nationalsozialisten: 1929 arbeiteten beide Parteien im Reichsausschuss für das deutsche Volksbegehren zusammen, um mit einem reichsweiten Plebiszit den Young-Plan zu Fall zu bringen, der die Reparationszahlungen, die Deutschland nach dem verlorenen Ersten Weltkrieg zu zahlen hatte, endgültig regelte. Der Volksentscheid scheiterte am 22. Dezember 1929. Hugenbergs Kurs war in seiner Partei nicht unumstritten. Viele Deutschnationale empfanden es als empörend, dass das „Freiheitsgesetz“, das Hugenberg gemeinsam mit Hitler durchsetzen wollte, indirekt den verehrten Reichspräsidenten Paul von Hindenburg mit einer Haftstrafe bedrohte. Er war erst 1925 nicht zuletzt mit deutschnationalen Wählerstimmen ins Amt gekommen. Prominente Deutschnationale des gouvernementalen Flügels wie der ehemalige Vorsitzende Kuno Graf Westarp, Gottfried Treviranus, Hans Schlange-Schöningen und Martin Schiele verließen daher 1930 die DNVP. In der Folge unterstützten sie den konservativen Zentrumspolitiker Heinrich Brüning, der im März 1930 den Auftrag erhielt, eine „antiparlamentarische und antimarxistische“ Regierung zu bilden, was eigentlich ganz im deutschnationalen Interesse lag. Doch Hugenberg wies Hindenburgs Bitte, Brüning durch seine Unterstützung zu ermöglichen „vom Regieren mit den Sozialdemokraten los[zu]kommen“, zurück. Hugenbergs Hoffnung auf eine fortgesetzte Zusammenarbeit mit der NSDAP erfüllte sich nicht: Im Wahlkampf zu den vorgezogenen Reichstagswahlen attackierten die Nationalsozialisten die DNVP als „reaktionär“. Deutschnationale Wähler, die 1929 beim Volksbegehren mit Ja gestimmt hatten, wechselten in den folgenden Jahren vermehrt zur NSDAP. Bei den Wahlen am 14. September 1930 errang die NSDAP einen Erdrutschsieg und kam auf 18 % der Stimmen, die DNVP dagegen halbierte ihren Stimmenanteil und erreichte nur 7,0 %. Der Plan, Hugenberg ins Abseits zu drängen, schien aufzugehen.

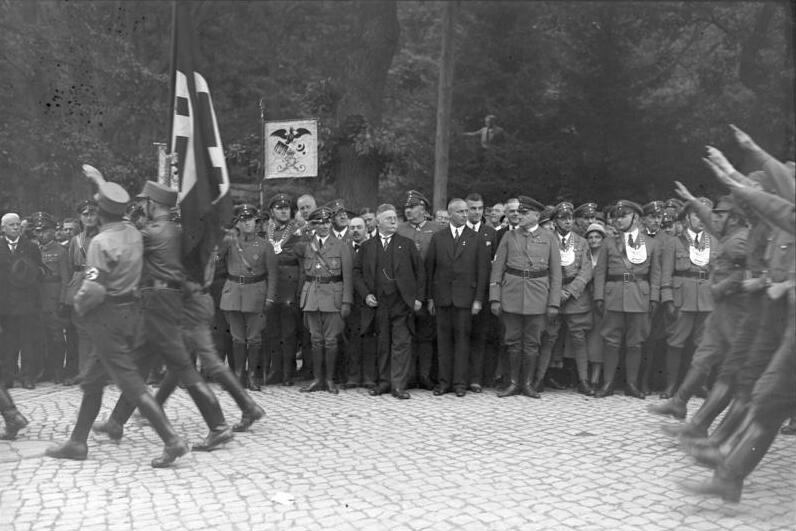
11. Oktober 1931 in Bad Harzburg: Hugenberg nimmt den Vorbeimarsch der SA im Rahmen der Harzburger Front ab.

Im Herbst 1931 startete Hugenberg eine neue Initiative, die regierungsfeindliche Rechte zu sammeln. Am 11. Oktober 1931 trafen sich in Bad Harzburg führende Deutschnationale, Nationalsozialisten, Mitglieder des Stahlhelms und einiger kleinerer rechter Organisationen zu einer Großveranstaltung, um ihre Geschlossenheit im Kampf gegen die Weimarer Republik zu demonstrieren. Mit dieser „Harzburger Front“ war es aber nicht weit her: Bereits wenige Monate später konnten sich Hugenberg und Hitler nicht auf einen gemeinsamen Kandidaten für die Reichspräsidentenwahl 1932 einigen: Hugenberg schlug den Schwerindustriellen Albert Vögler und Prinz Oskar von Preußen vor, was Joseph Goebbels in seinem Tagebuch kommentierte: „Die deutschnationale Partei ist und bleibt doch die Organisation aller reaktionären Kräfte. Wir müssen uns zum Kampfe mit ihr stellen.“ Schließlich machten Deutschnationale und Nationalsozialisten erneut Wahlkampf gegeneinander: Die NSDAP stellte Hitler auf, Hugenberg und die DNVP unterstützten den Stahlhelm-Führer Theodor Duesterberg.
Im Wahlkampf zu den Reichstagswahlen vom 31. Juli 1932 konkurrierte Hugenbergs DNVP mit den Nationalsozialisten um Wähler vom rechten Rand. Zu diesem Zweck beauftragte Hugenberg seine Parteifreunde Reinhold Quaatz und Paul Bang mit der Abfassung eines neuen Parteiprogramms. Um der NSDAP Stimmen abzunehmen, näherte es sich in Stil und Tonlage den Nationalsozialisten an. Hugenberg wurde im Frontispiz als deutschnationaler „Führer“ vorgestellt, der Text selbst polemisierte gegen den Sozialismus als Zerstörer aller „organischen Zusammenhänge von Staat, Wirtschaft und Volksleben“. Damit war aber nicht die SPD oder der Bolschewismus gemeint, sondern die bestehende demokratische Ordnung der Weimarer Republik. Sie sollte aber nicht durch die Wiederherstellung der Bismarckschen Reichsverfassung, sondern durch eine Diktatur ersetzt werden. Die Wähler dankten es Hugenberg nicht: Bei den Wahlen erzielte die DNVP mit 5,9 % das schlechteste Ergebnis der Parteigeschichte.
Hugenberg gründete den Vierer-Ausschuss und war Mitglied der Gäa und verwaltete die Gelder der Ruhrlade, die an politische Parteien verteilt wurden. Von Zeitgenossen wurde ihm wiederholt vorgeworfen, dabei im Interesse der Großindustrie den Aufstieg der NSDAP zu finanzieren. Für diesen Vorwurf finden sich weder Belege noch ist er plausibel, denn DNVP und NSDAP konkurrierten in den Wahlkämpfen der Jahre 1930 bis 1932 hart. Hugenbergs Interesse war es daher, den Wahlkampf seiner eigenen, deutlich geschrumpften Partei zu finanzieren. Das Interesse der Großindustrie war es dagegen, die DNVP von der Fundamentalopposition ihres Vorsitzenden abzubringen. Ende 1929 wurden im Reichsverband der Deutschen Industrie 20.000 Reichsmark gesammelt, mit denen Werner von Alvensleben Hugenberg innerhalb der DNVP isolieren wollte, um die Partei wieder zur Zusammenarbeit mit der bürgerlichen Mitte zurückzubewegen. Und am 5. September 1932 schrieb der Schwerindustrielle Paul Silverberg an Paul Reusch von der Gutehoffnungshütte, alle „politisch heimatlosen Angehörigen des Bürgertums“ sollten doch gemeinsam in die DNVP eintreten, „um dann als Parteimitglieder Herrn Hugenberg mürbe zu machen“. Dies misslang.
Bei den Verhandlungen vor der Ernennung Hitlers zum Reichskanzler war Hugenberg eine „Schlüsselfigur der Rechten“. Man machte ihm das verlockende Angebot, als Chef eines „Superministeriums“ für Wirtschaft, Landwirtschaft und Ernährung in die neue Regierung einzutreten. In letzter Minute drohte das Projekt aber noch zu platzen: Erst als man sich am 30. Januar 1933 bereits im Reichspräsidentenpalais versammelt hatte, erfuhr Hugenberg, dass erneute Reichstagswahlen geplant waren. Von denen konnte er nur verlieren, weswegen er nun nicht mehr in die Regierung eintreten wollte. Hitler gab ihm sein Ehrenwort, die Zusammensetzung des Kabinetts nicht zu ändern, ganz gleich, wie die Wahlen ausgingen. Erst nach einer längeren Diskussion und als Staatssekretär Otto Meissner drängte, man dürfe den Reichspräsidenten nicht länger warten lassen, gab Hugenberg – wie der Historiker Hagen Schulze bemerkt, „mehr gezogen als freiwillig“ – nach. Die Frage blieb offen, bis Hitler gleich bei der ersten Kabinettssitzung am 1. Februar verkündete, er werde den Reichstag auflösen und Neuwahlen stattfinden lassen. Hugenberg soll daraufhin gesagt haben: „Ich habe gestern die größte Dummheit meines Lebens gemacht: ich habe mich mit dem größten Demagogen der Weltgeschichte verbündet.“

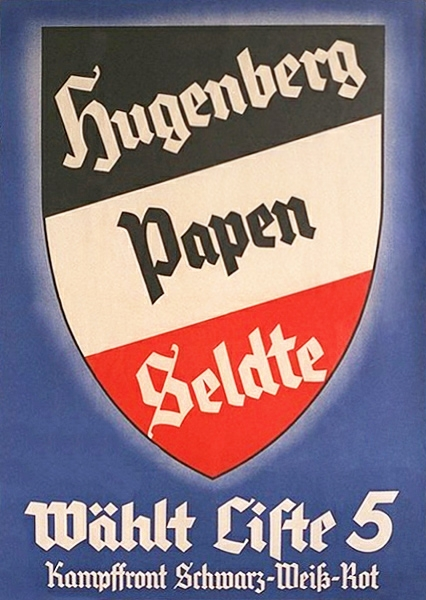
Wahlplakat 1933: Hugenberg, Papen und Seldte

### Zeit des Nationalsozialismus
Gemeinsam mit Franz von Papen, Franz Seldte und anderen Konservativen, die das Vertrauen Hindenburgs genossen, sollte Hugenberg, wie er selber formulierte, Hitler „einrahmen“ und damit zähmen. Dieses Konzept übersah aber, dass die DNVP in der neuen Koalitionsregierung der mit Abstand kleinere Partner war; zwar saßen im ersten Kabinett Hitler neun Konservative drei Nationalsozialisten gegenüber, doch verfügte Hitler als Kanzler über die Richtlinienkompetenz. Hugenbergs Position in der Regierung war daher nur scheinbar stark: Bei den Wahlen am 5. März 1933 erreichte die Kampffront Schwarz-Weiß-Rot, zu der sich die DNVP mit dem Stahlhelm zusammengeschlossen hatte, enttäuschende acht Prozent. Walther Darré, der mächtige Chef des Agrarpolitischen Apparats der NSDAP, hatte sich selbst Hoffnungen auf den Posten des Agrarministers gemacht und legte Hugenberg, wo er konnte, Steine in den Weg: Eine gemeinsame Sitzung zur Frage der Entschuldung landwirtschaftlicher Betriebe im Mai 1933 etwa blieb ohne Ergebnis. Allein die Tatsache, dass der Minister den Verbandschef, der noch gar kein Regierungsamt hatte, zu den Beratungen hinzuzog, zeigt Darrés Macht innerhalb der nationalsozialistischen Polykratie. Hugenberg versuchte zu punkten, indem er bereits im Februar 1933 seinen „Fett-Plan“ vorstellte: Den Landwirten, die tierische Fette produzierten, sollte statt mit Subventionen durch Anreize zu mehr Butter-Konsum geholfen werden, etwa durch eine Erhöhung der Margarinesteuer oder so genannte Fettverbilligungsscheine für Arbeitslose. Die von Darré kontrollierten Verbände zeigten sich aber weiterhin unzufrieden und schossen sich insbesondere auf Hugenbergs Staatssekretär Hansjoachim von Rohr (DNVP) ein. Als Hugenberg versuchte, diesem Gelegenheit zu einem Rundfunkvortrag zu geben, um die Vorwürfe zu entkräften, weigerte sich das zuständige Reichspropagandaministerium: Wenn nur Rohr im Radio spreche, Darré aber nicht, würde das „zu einer starken Erregung innerhalb des deutschen Bauernstandes“ führen. Hitler schlug vor, den Konflikt zu entschärfen, indem man Rohr durch einen nationalsozialistischen Agrarexperten ersetzte, doch Hugenberg hielt an seinem Parteifreund fest.
Hugenberg hoffte, wenn er die Kaufkraft der Bauern erhöhte, würde das die Binnennachfrage ankurbeln und Deutschland aus der Weltwirtschaftskrise führen. Deshalb konzentrierte er seine Arbeit ganz auf die Agrarpolitik: Zu diesem Zwecke sorgte er für die Verdoppelung der Importzölle auf landwirtschaftliche Produkte und einen weitgehenden Vollstreckungsschutz für überschuldete landwirtschaftliche Betriebe und einen weitreichenden Schuldenerlass. Dass er damit gegen die Interessen der Verbraucher, der exportorientierten Wirtschaft und der Banken verstieß, beachtete der „Konfusionsrat“, wie er spöttisch genannt wurde, nicht. Im Reichswirtschaftsministerium zeigte er sich nur selten, die dort entwickelten Pläne zur konjunkturellen Wiederbelebung lehnte er als „künstliche Arbeitsbeschaffung“ ab. Diese Haltung ließ auch seine konservativen Bündnispartner im Kabinett von ihm abrücken.
Im Juni 1933 begann in London die Weltwirtschaftskonferenz, auf der Großbritannien und die USA den Freihandel wiederbeleben wollten. Außenminister Konstantin Freiherr von Neurath hoffte darauf, auf dieser Konferenz die außenpolitische Isolation durchbrechen zu können, in die Deutschland nach der nationalsozialistischen Machtergreifung geraten war. Dem stellte sich Hugenberg in den Weg, der beschloss, selbst als Leiter der deutschen Delegation nach London zu reisen. Dort angekommen, veröffentlichte er ein Memorandum, das international Aufsehen erregte: Um Deutschland zu ermöglichen, wieder seine Auslandsverschuldung zu bedienen, wozu es seit der Bankenkrise im Sommer 1931 nicht mehr in der Lage war, müsse man ihm seine Kolonien zurückgeben und weiteren Siedlungsraum in Osteuropa zur Verfügung stellen. Freihandel lehnte er ab. Die britische und die französische Presse deuteten dies als Beweis für den Imperialismus der Nationalsozialisten, die Sowjetunion protestierte offiziell. Neurath desavouierte Hugenberg, indem er das Memorandum als von der deutschen Delegation nicht autorisierte Privatmeinung bezeichnen ließ. Eine Presseerklärung, die Hugenberg vorbereitet hatte, wurde nicht veröffentlicht. Hugenberg reiste gekränkt nach Deutschland zurück und entsandte seinen Parteifreund Oskar Hergt nach Neudeck, um Hindenburg um Hilfe zu bitten. Der hatte keine Absicht, sich einzumischen – ob nun, weil er, wie Heinz Höhne schreibt, „seinen Freunden noch nie ein zuverlässiger Helfer“ war, oder weil Hugenberg ihm den Erfolg im ersten Wahlgang der Reichspräsidentenwahl 1932 verdorben hatte und seine Siedlungspläne den großagrarischen Interessen zuwiderliefen, denen Hindenburg sich verpflichtet fühlte, steht dahin. Währenddessen befand sich Hugenbergs Partei, die sich im Mai in Deutschnationale Front umbenannt hatte, bereits in Auflösung. Bereits mehrere prominente Abgeordnete wie Eduard Stadtler und Martin Spahn waren zur NSDAP übergetreten, die der Partei angeschlossenen Verbände wurden wegen angeblicher sozialistischer Unterwanderung verboten. In der Kabinettssitzung am 23. Juni 1933 fand Hugenberg keinen Rückhalt. Daraufhin trat er am 27. Juni 1933 von allen Minister- und Parteiämtern zurück. Sein Rücktritt war zugleich das Ende der DNVP als selbstständiger Partei, die sich am folgenden Tag selbst auflöste. Dass Hugenberg sich resigniert in seine Entmachtung fügte, rettete ihm wahrscheinlich das Leben, denn bei den so genannten Röhm-Morden am 30. Juni 1934 blieb er unbehelligt.

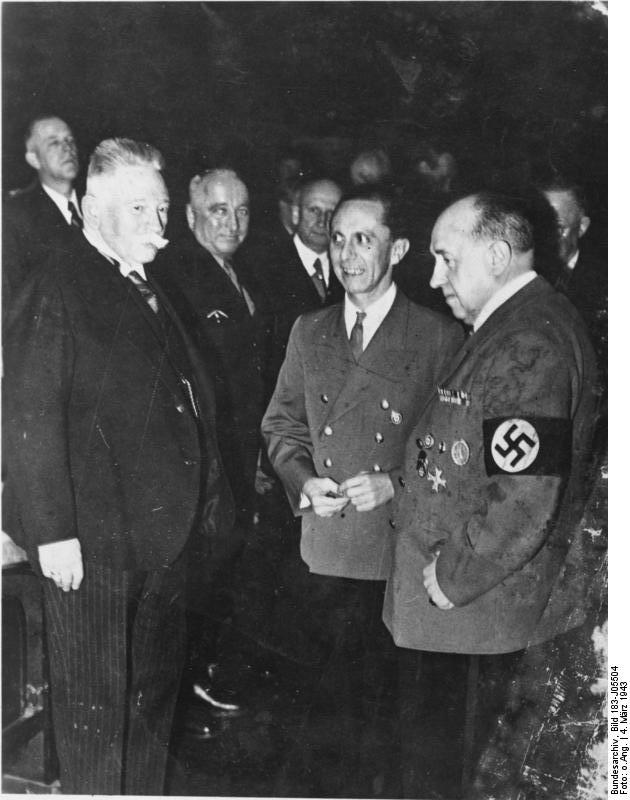
Alfred Hugenberg, Robert Ley, Joseph Goebbels, Walther Funk und dahinter halb verdeckt UFA-Generaldirektor Ludwig Klitzsch bei der 25-Jahr-Feier der UFA im Ufa-Palast am Zoo, 4. März 1943

Hugenbergs Nachfolger als Reichsminister für Ernährung und Landwirtschaft wurde sein Konkurrent Darré, im Amt des Reichswirtschaftsministers folgte ihm Kurt Schmitt nach. Hugenberg blieb bis 1945 Reichstagsmitglied „als Gast der NSDAP“. Nach dem Tod von Hugo Bruckmann am 3. September 1941 wurde er auch Alterspräsident des Reichstags. Wie so viele der Förderer Hitlers spielte er im weiteren Verlauf der nationalsozialistischen Diktatur keine Rolle mehr, wohl aber die durch Hugenberg konzentrierte Presselandschaft. Der Großteil wurde von NS-Verlagen übernommen, so vom monopolistischen, NSDAP-nahen Franz-Eher-Verlag. Am 3. März 1943 erhielt Hugenberg den Adlerschild des Deutschen Reiches.

### Nach dem Zweiten Weltkrieg
Von 1946 bis 1951 befand sich Hugenberg in britischer Internierung. Es begann ein mehrjähriger Rechtsstreit um seine Entnazifizierung. Die entsprechenden Verfahren wurden vom ehemaligen deutschnationalen Reichstagsabgeordneten und Rechtsanwalt Joseph Borchmeyer betrieben. In mehreren Berufungsverfahren erfolgte 1948 die Einstufung in die Kategorie III (Minderbelastete), welche 1949 in die Kategorie IV (Mitläufer) und 1950 in die Kategorie V (Entlastete) geändert wurde. Das Gericht ging letztendlich mit Blick auf sein hohes Alter davon aus, dass von ihm keine weitere politische Betätigung mehr zu erwarten sei.
Zurückgezogen starb Hugenberg 1951 in Kükenbruch bei Rinteln auf dem familieneigenen Gutshof (Gut Rohbraken). In Berlin hatte er im Stadtteil Friedenau ab 1929 das Haus in der Ringstraße Nr. 40 (heute Dickhardtstraße Nr. 40) bewohnt.
Am 17. März 2005 bestätigte ein Senat des Bundesverwaltungsgerichts (AZ: 3 C 20.04) die Rolle Hugenbergs als Wegbereiter der nationalsozialistischen Herrschaft. In einem Prozess um das 1945 von der Sowjetischen Militäradministration (SMAD) enteignete Rittergut in Uhsmannsdorf bei Rothenburg/O.L. in Sachsen urteilte er, dass Hugenberg „dem nationalsozialistischen System erheblichen Vorschub geleistet hat“, und verweigerte deshalb seinen Nachkommen eine Entschädigung.

## Hugenberg-Konzern

### Unternehmen der Filmwirtschaft
Zum Pressesektor kam die noch junge Filmbranche. Bereits 1916 gründete Hugenberg mit dem Publizisten Ludwig Klitzsch (dem Generaldirektor der UFA ab 1927) die Deutsche Lichtbild-Gesellschaft, aus der 1920 die Deuligfilm A.-G. hervorging. Als glänzende Akquisition erwies sich 1927 die UFA – Universum Film AG, die er mit Hilfe der Deutschen Bank sanierte.

### Zeitungen und Zeitschriften des Scherl-Verlags
| - Der Tag - Berliner Lokal-Anzeiger - Berliner Illustrierte Nachtausgabe - Die Woche - Scherls Magazin - Gartenlaube - Silberspiegel - Allgemeiner Wegweiser | - Scherls Wohnungs-Zeitung - Filmwelt - Denken und Raten - Das Grundeigentum - Der Kinematograph - Echo - Deutsche technische Auslandszeitschrift |

### Zeitungen unter Beteiligung des Hugenberg-Konzerns
| - Hannoverscher Kurier - Schlesische Zeitung - Lippische Tageszeitung - Merseburger Tageblatt - München-Augsburger Abendzeitung - Rheinisch-Westfälische Zeitung - Bergisch-Märkische Zeitung - Schwäbischer Kurier - Magdeburger Tageszeitung (1920–1935) - Weimarer Zeitung - Saale Zeitung (Halle) - Mitteldeutsche Zeitung | - Eiserne Blätter - Deutsche Zeitung - Motorschau – Nationale Deutsche Motorfahrt-Zeitung - Kösliner Zeitung - Stargarder Zeitung - Oberschlesische Tageszeitung - Oppelner Nachrichten - Volksbote für die Kreise Kreuzburg und Rosenberg - Rosenberger Zeitung - Stralsunder Zeitung - Süddeutsche Zeitung (1913–1934) - Münchner Neueste Nachrichten - Fränkischer Kurier - Hamburger Nachrichten - Leipziger Neueste Nachrichten |

## Rezeption
In linksintellektuellen Kreisen um die Die Weltbühne und Das Tage-Buch hielt man 1930/31 Hitler noch für einen „Golem“ oder „Mietling“ Hugenbergs und Hugenberg für den wirklichen Führer der faschistischen Bewegung. Carl von Ossietzky schrieb, dass „Hitler auch nicht den Bruchteil seines Erfolges hätte erringen können, wenn nicht die Riesenmacht Hugenbergs hinter ihm gestanden hätte“ und Hitler als Preis dafür die vollständige Unterordnung seiner Politik unter das „Diktat des Großkapitals“ bezahlen musste.
Hugenberg gilt bis heute als „Steigbügelhalter“ Hitlers. Diesem verbreiteten Urteil wird widersprochen von Annelise Thimme (1969), die auf Hugenbergs Widerborstigkeit am Tag der Machtergreifung und sein baldiges Ausscheiden aus dem Kabinett verweist. Henning Köhler (2002) hält die Metapher für unangemessen, weil die Nationalsozialisten bereits bevor Hugenberg die Kooperation gegen den Young-Plan mit ihnen begann und sie damit angeblich „salonfähig“ gemacht habe, erste Wahlerfolge gefeiert hatten. Der Historiker Michael Schellhorn (2020) kritisiert, dass die Vorstellung von Hugenberg als Hitlers Steigbügelhalten den irrigen Eindruck erwecke, mit seiner Übernahme des Parteivorsitzes hätte ein zwangsläufiger Prozess hin zur Machtergreifung begonnen.
Für die Historikerin Valeska Dietrich (1960) war es Hugenbergs „Verdienst“, dass erstmals eine wirtschaftliche Führungsgruppe so viel Geld für den Ankauf publizistischer Organe aufwandte und die öffentliche Meinung damit planmäßig beeinflusste. Für Karl Dietrich Bracher (1969) war er „ein sturer Alldeutscher und beschränkter Reaktionär“. Joachim Fest (1973) beschrieb Hugenbergs Charakter als ehrgeizig, engstirnig und skrupellos. Friedrich-Wilhelm Henning (1999) bescheinigt Hugenberg „geistige Unbeweglichkeit und […] geringe ethische Substanz“.

## Schriften
- Die Besiedelung der norddeutschen Moore. Hannover 1888. (Dissertation)
- Innere Colonisation im Nordwesten Deutschlands. 1891.
- Bank- und Kreditwirtschaft des deutschen Mittelstandes. München 1906.
- Hugenberg gegen Erzberger. 1919.
- Streiflichter aus Vergangenheit und Gegenwart. Berlin 1927.
- Die Deutschnationalen und die Kriegstribute. 1928.
- Klare Front zum Freiheitskampf: Rede gehalten auf dem 9. Reichsparteitag der Deutschnationalen Volkspartei in Kassel am 22. November 1929. 1929.
- Hugenbergs weltwirtschaftliches Programm. Berlin 1931.
- Hugenbergs innenpolitisches Programm. Berlin 1931.
- Der Wille der Deutschnationalen. 1932.
- Die soziale Frage in Deutschland. 1932.
- Ausführungen des Herrn Reichswirtschaftsministers und Reichsministers für Ernährung und Landwirtschaft, Dr. Hugenberg, Mitglied der Deutschen Delegation für die Wirtschaftliche Kommission der Weltwirtschaftskonferenz. 1933.
- Die neue Stadt. Gesichtspunkte, Organisationsformen und Gesetzesvorschläge für die Umgestaltung deutscher Großstädte. Berlin 1935.